# Ameropterus par
Ameropterus par är en insektsart som först beskrevs av Luisa Eugenia Navas 1918.  Ameropterus par ingår i släktet Ameropterus och familjen fjärilsländor. Inga underarter finns listade i Catalogue of Life.